# (73484) 2002 PD72
(73484) 2002 PD72 – planetoida z pasa głównego asteroid okrążająca Słońce w ciągu 4,53 lat w średniej odległości 2,73 j.a. Odkryta 12 sierpnia 2002 roku.